# Dolmen de la Gione

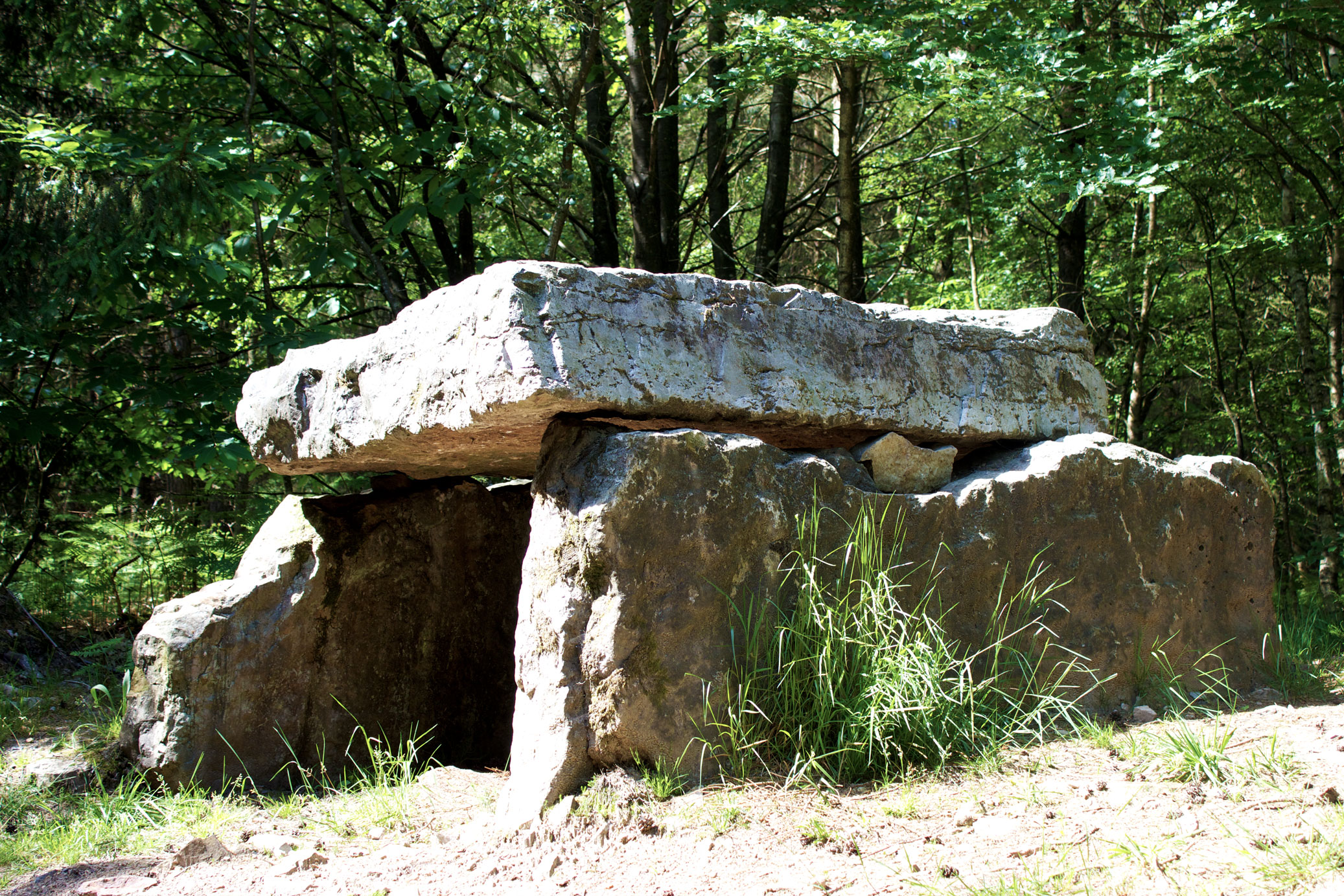
Dolmen de la Gione

Der Dolmen de la Gione liegt in Tessé-la-Madeleine bei La Ferté-Macé, im Département Orne in der Normandie in Frankreich. Dolmen ist in Frankreich der Oberbegriff für Megalithanlagen aller Art (siehe: Französische Nomenklatur).
Der stark gestörte Dolmen liegt etwa 1,6 km westlich von La Croix Gautier an der GR22, wurde aber restauriert. Es scheint sich um die Reste eines großen Dolmen zu handeln, aber da nur drei große Platten erhalten sind, ist er schwierig zu bestimmen. Ein Stein stand aufrecht, an seinem Rand befand sich ein verlagerter Deckstein, eine andere Platte lag einige Meter entfernt. Der große Deckstein misst etwa 3,0 × 2,5 m und ist 0,5 m dick. Die drei Steine wurden zu einem Ensemble zusammengefügt, das keinen Anspruch auf Originalität erheben kann. Ein Wall unbekannten Alters und unbekannter Funktion umgibt die Forststraße.
Es gibt eine Legende über den Stein, die vor Ort auf einer kleinen Tafel steht. Danach handelt sich um die alte Fee Gione, die die lokalen Bauern quälte und nach der Intervention eines Priester im Dolmen starb.